# Leontica
Leontica è una frazione di 351 abitanti del comune svizzero di Acquarossa, nel Canton Ticino (distretto di Blenio).

## Storia
L'antica chiesa romanica di San Bartolomeo è stata demolita.

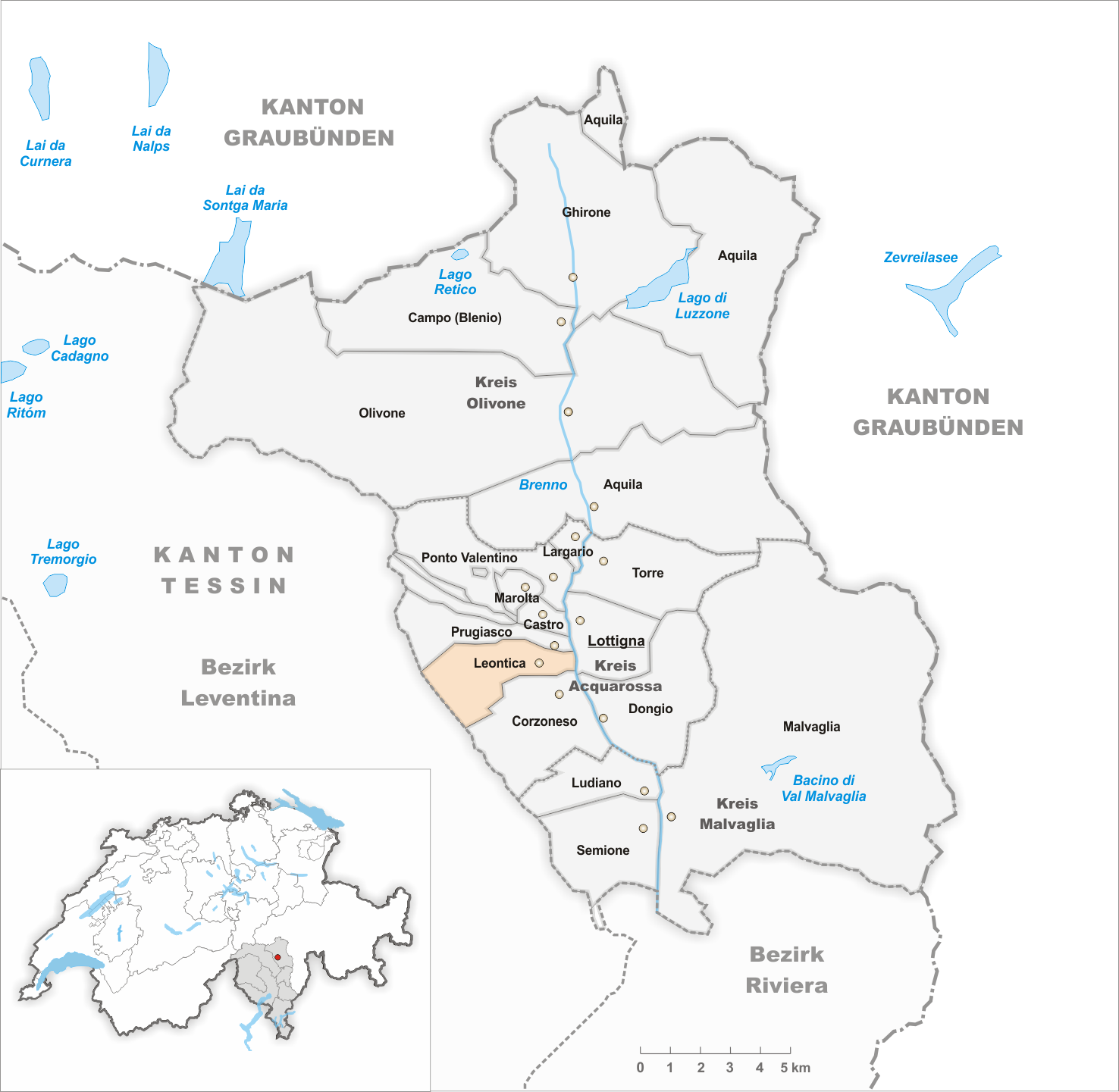
Il territorio del comune di Leontica prima degli accorpamenti comunali del 2004

Fino al 3 aprile 2004 è stato un comune autonomo che si estendeva per 11,54 km²; il 4 aprile 2004 è stato accorpato agli altri comuni soppressi di Castro, Corzoneso, Dongio, Largario, Lottigna, Marolta, Ponto Valentino e Prugiasco per formare il nuovo comune di Acquarossa.

## Monumenti e luoghi d'interesse
- Chiesa parrocchiale di San Giovanni Battista, attestata nel 1204[2];
- Oratorio di San Vincenzo in località Comprovasco (1867)[2].

## Società

### Evoluzione demografica
L'evoluzione demografica è riportata nella seguente tabella:
Abitanti censiti

## Amministrazione
Ogni famiglia originaria del luogo fa parte del cosiddetto comune patriziale e ha la responsabilità della manutenzione di ogni bene ricadente all'interno dei confini della frazione.